# Guéckédou (Präfektur)

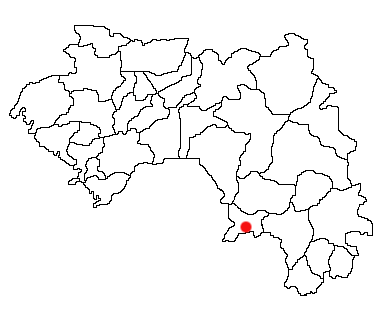
Lage von Stadt und Präfektur Guéckédou in Guinea

Guéckédou ist eine Präfektur in der Region Nzérékoré in Guinea mit etwa 413.000 Einwohnern. Wie alle guineischen Präfekturen ist sie nach ihrer Hauptstadt, Guéckédou, benannt.
Die Präfektur liegt im Süden des Landes, an der Grenze zu Sierra Leone und Liberia, und umfasst eine Fläche von 4.157 km².

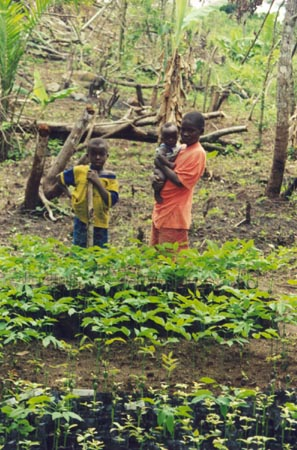
Baumschule zur Wiederaufforstung in Guéckédou

Auf Guéckédou konzentrierte sich der Zustrom sierra-leonischer Flüchtlinge während des dortigen Bürgerkriegs. Auch Liberianer flohen vor dem liberianischen Bürgerkrieg hierher; beide Bürgerkriege griffen zeitweise auf Guéckédou über. Seit deren Ende ist ein Teil der Flüchtlinge zurückgekehrt, während sich andere dauerhaft in Guéckédou niedergelassen haben.
In der Präfektur Guéckédou trat am 2. Dezember 2013 das Ebolafieber auf; der erste Patient, ein zweijähriger Junge, starb im Dorf Méliandou am 28. Dezember 2013. Daraus entwickelte sich 2013/14 eine Ebolafieber-Epidemie, die der bis dahin größte Ebola-Ausbruch war. „Die Opferzahlen […] könnten die Opferzahlen aller bisher bekannten Ausbrüche zusammen überschreiten.“ Sie wurde vermutlich durch Flughunde ausgelöst. An den persönlichen, sozialen und wirtschaftlichen Folgen leidet Guinea noch Jahre danach, insbesondere die betroffenen Dörfer und Städte in Waldguinea.
Im August 2021 wurde in der Präfektur ein Fall von Marburg-Virus-Infektion registriert.